# Djaili Amadou Amal
Djaili Amadou Amal (Diamaré, 1975) es una escritora camerunesa. 
Perteneciente a la cultura Fulani, nativa de Diamaré en la región del extremo norte de Camerún, y creció en la principal ciudad de la región Maroua. Escribe sobre la cultura Fulani. Su trabajo enfrenta los problemas de las mujeres en la sociedad Fulani, así como los problemas sociales en su región, el Sahel, especialmente, la discriminación contra las mujeres. Una de sus novelas Walaande, que es una palabra del idioma fula para referirse a la unidad conyugal, aborda el tema de la poligamia entre los Fulani que comúnmente practican la poligamia. Walaande cuenta la historia de cuatro esposas que se han entregado al "arte de compartir un marido".
Dos de sus otras novelas son Mistiriijo y La Mangeuse d'âmes . Escribe mayoritariamente en lengua francesa.
En 2012 creó la asociación camerunesa "Femmes du Sahel" para luchar contra el matrimonio precoz y la violencia contra las mujeres y apoyar el desarrollo y la educación de las mujeres del norte de Camerún.